# Francesc Gener Rius
Francesc Gener Rius (Manresa, 9 de setembre de 1966) és un músic i pianista català, compositor de bandes sonores per cinema i televisió. també és professor del Conservatori del Gran Teatre del Liceu.

## Biografia
Ha estudiat piano, jazz, orquestració, harmonia i composició a l'Escola de Música Moderna (ESCLAT), tot perfeccionant estudis als Estats Units amb Hulse Helga i Mark Alpsugh. Ha format amb altres músics els grups Menage, Blau Marí i Bee Boop Moments, i ha treballat per músics com Ana Reverte, Santi Vendrell, Héctor Vila, o Salvatore Adamo.
Va debutar al cinema el 1992 treballant al departament musical d' Orquesta Club Virginia. Va compondre la seva primera banda sonora el 2000 amb Sexo por compasión de Laura Mañá, directora amb la qual ha col·laborat sovint: Palabras encadenadas (2003), Morir a San Hilario (2005) i Concepción Arenal, la visitadora de presons (2012). També Ha fet les d' Arachnid (2001) de Jack Sholder, Occhi di Cristallo (2004) d'Eros Puglielli, El Lobo (2004) i GAL (2006) de Miguel Courtois.
Posteriorment ha treballat en bandes sonores per telefilms i sèries de televisió com El precio de una Miss (2005), Fago (2008), 20-N: Los últimos días de Franco (2008), Un asunto conyugal (2009), La reina sin espejo (2009) o Habitacions tancades (2015).

## Reconeixements
- Festival de Màlaga de 2003: Biznaga de Plata a la millor banda sonora per Palabras encadenadas.[5]
- III Premis Barcelona de Cinema: Nominat a la millor música per El Lobo.[6]

## Filmografia (parcial)
- Sexo por compasión (2000) de Laura Mañá
- Arachnid (2001) de Jack Sholder
- Palabras encadenadas (2003) de Laura Maña
- Occhi di Cristallo (2004) d'Eros Puglielli
- El Lobo (2004) de Miguel Courtois
- Morir a San Hilario (2005) de Laura Mañá
- GAL (2006) de Miguel Courtois
- 20-N: Los últimos días de Franco (2008)
- Concepción Arenal, la visitadora de presons (2012) de Laura Mañá